# Mostîșce, Kroleveț
Mostîșce (în ucraineană Мостище) este un sat în comuna Hruzke din raionul Kroleveț, regiunea Sumî, Ucraina.

## Demografie
Componența lingvistică a localității Mostîșce
     Ucraineană (95,65%)
     Rusă (4,35%)
Conform recensământului din 2001, majoritatea populației localității Mostîșce era vorbitoare de ucraineană (95,65%), existând în minoritate și vorbitori de rusă (4,35%).